# Brasserie Dupont

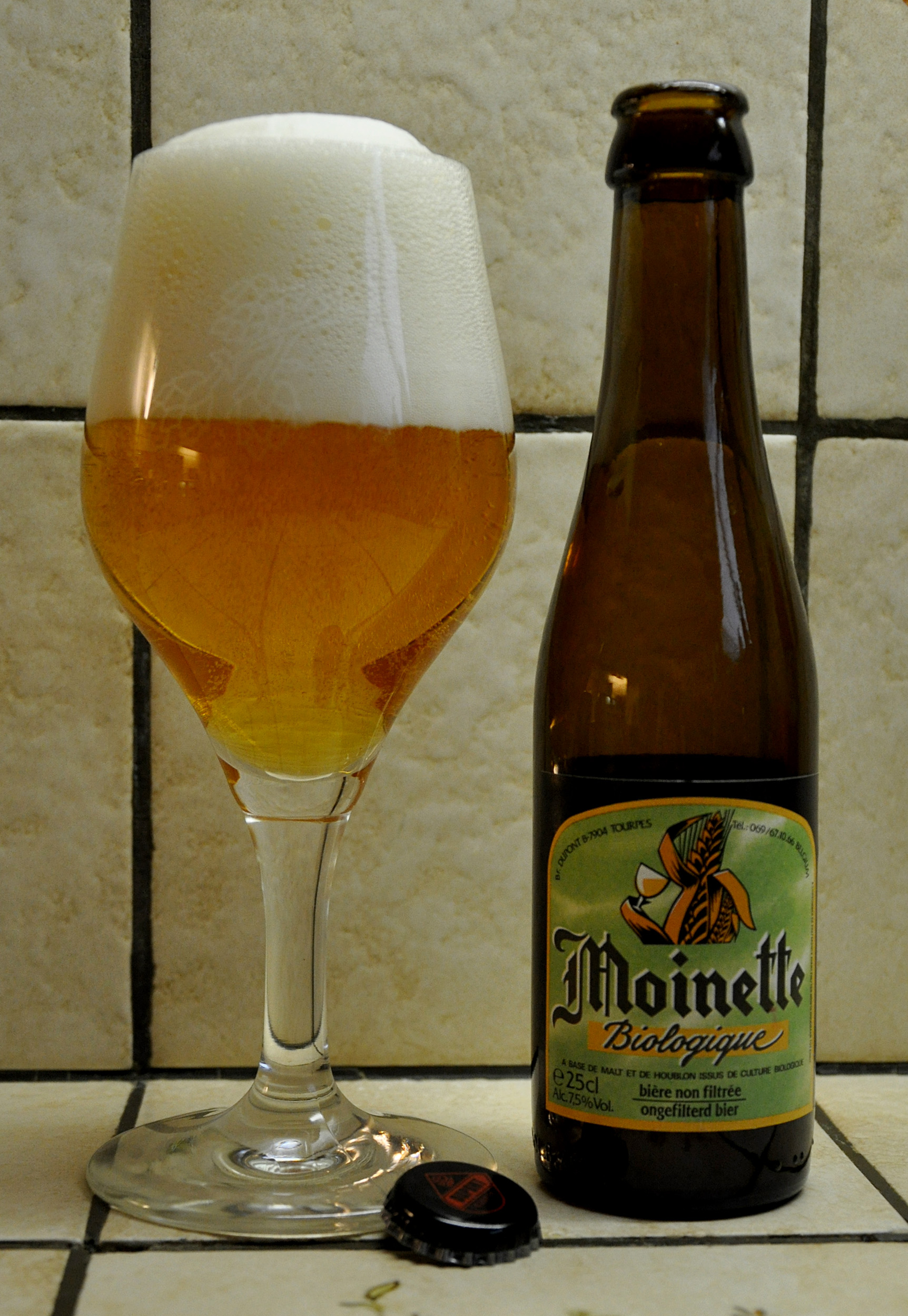
Una bottiglia di Moinette Bio

La Brasserie Dupont è un birrificio belga con sede a Tourpes, frazione di Leuze-en-Hainaut, nella provincia di Hainaut.

## Storia
Il birrificio sorge su un'antica proprietà agricola, nella quale sin dal 1844 avveniva la produzione di birre stagionali. La Dupont nasce nel 1920, quando Luis Dupont entrò in possesso della fattoria. In seguito la proprietà è sempre rimasta fra i discendenti della famiglia Dupont, passando prima a Sylva Rosier, nipote di Luis Dupont e ingegnere delle fermentazioni, poi a suo figlio Marc Rosier. Attualmente la direzione della produzione è affidata a Oliver Dedeycker, nipote di Marc Rosier.
Per decenni la produzione del birrificio ha avuto dimensione perlopiù locale; nel 1986 la produzione era di 4.000 ettolitri l'anno. Negli ultimi decenni il mercato della Dupont si è molto allargato e la produzione è cresciuta notevolmente raggiungendo i 14.000 ettolitri l'anno.
Rimasta sempre legata alla tradizione birraia della Vallonia, la Dupont si caratterizza anche per la produzione di formaggi e prodotti culinari tipici.

## Prodotti
Le birre Dupont seguono due linee caratteristiche: la prima è quella delle birre tradizionali, che riproducono fedelmente gli stili tipici della Vallonia; la seconda è quella della birre biologiche, prodotte con ingredienti certificati dal marchio BIOGARANTIE®.
Birre tradizionali:
- Moinette, 8,5% vol. Alta fermentazione, rifermentata in bottiglia. Il nome deriva dal francese antico moëne, che indicava la regione dove si trova il birrificio. Colore biondo-rame, con aroma luppolato e gusto bilanciato.
- Moinette brune, 8,5% vol. Alta fermentazione, rifermentata in bottiglia. Viene prodotta con 4 tipologie di malto. Colore rosso-bruno, con sapori fruttati.
- Saison Dupont, 6,5% vol. Alta fermentazione, rifermentata in bottiglia. Discende dalla produzione più antica della proprietà, risalente al 1844; le birre stagionali venivano prodotte in inverno e lasciate maturare per essere consumate in estate, dai lavoratori nei campi. Saison di colore biondo-rame, con aromi erbacei fini e amarezza accentuata. La Saison Dupont è da molti considerata il riferimento dell'eccellenza per questa tipologia di birre[2][3].
- Bons Voeux, 9,5% vol. Alta fermentazione, rifermentata in bottiglia. Nacque come birra speciale per festeggiare l'anno nuovo ("bons vœux" in francese equivale a "auguri"), poi prodotta regolarmente seppur in tirature limitate. Colore biondo, ben luppolata.
- Bière de Beloeil, 8,5% vol. Alta fermentazione, rifermentata in bottiglia. Prodotta con una miscela di 5 tipi di malto. Colore ambrato, carattere prevalentemente maltato.
- Cervesia, 8% vol. Alta fermentazione, rifermentata in bottiglia. La ricetta di questa birra, inizialmente prodotta per la località archeologica di Aubechies, è il frutto di uno studio per ricreare una birra più simile possibile a quella delle antiche popolazioni celtiche. Colore biondo, con aromi riccamente floreali e gusto forte e speziato.
- Redor Pils, 5% vol. Bassa fermentazione. Colore biondo, fresca e con note amaricanti.

Birre biologiche:
- BioLègère, 3,5% vol.
- Bière de mièl Bio, 8% vol.
- Blanche du HT Bio, 5,5% vol.
- Moinette Bio, 7,5% vol.
- Saison Bio, 5,5% vol.
- Bio fruits, 4,5% vol.